# توبایاس لیندراث
توبایاس لیندراث (هلندی: Tobias Linderoth؛ زادهٔ ۲۱ آوریل ۱۹۷۹) یک بازیکن فوتبال اهل سوئد است.

## تیم ملی
وی همچنین در تیم ملی فوتبال سوئد بازی کرده است.